# Piotr Duda

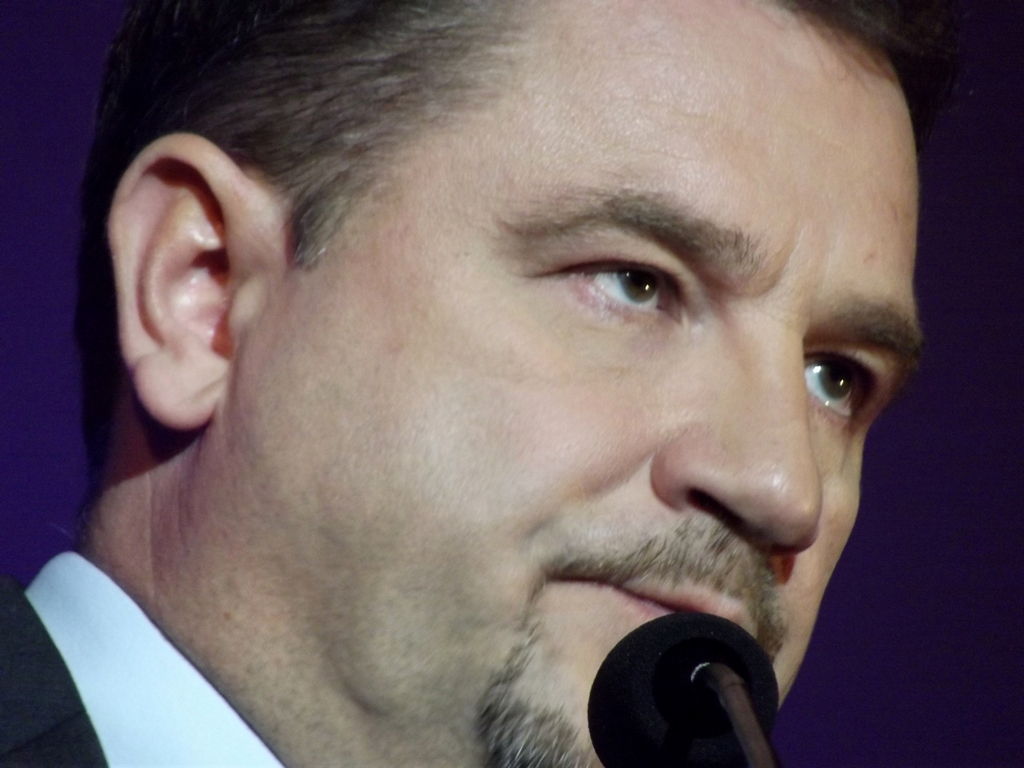

Piotr Duda (* 15. Juni 1962 in Wielowieś, damals VR Polen) ist seit dem 21. Oktober 2010 Vorsitzender der Landeskommission der Gewerkschaft Solidarność.

## Leben
Duda trat 1980 in die Solidarność ein, als er in der Huta Gliwice als Dreher anfing. 1981 bis 1983 leistete er Wehrdienst in der 6 Pomorska Dywizja Powietrznodesantowa (6. Pommersche Luftlandedivision) und war zeitweise für die UN in Syrien im Auslandseinsatz. Nach dem Armeedienst kehrte er in die Hütte zurück. 1992 wurde er zum Vorsitzenden der Betriebsorganisation der Solidarność gewählt. Drei Jahre später stieg er ins Präsidium des Vorstandes der Solidarność-Regionalverwaltung Śląsko-Dąbrowski auf, wo er 1997 zum Schatzmeister bestimmt wurde. Am 25. Juni 2002 wählte man ihn zum Vorsitzenden der Regionalverwaltung. Er wurde in dieser Funktion 2006 und 2010 bestätigt. 
Acht Jahre war Duda Mitglied der Landeskommission (des obersten Leitungsorgans dieser Gewerkschaft). Seit 1998 leitet er die nach Grzegorz Kolosa benannte „Stiftung für die Gesundheit von Kindern und Jugendlichen der Region Śląsko-Dąbrowski“ (Fundacja na Rzecz Zdrowia Dzieci i Młodzieży Regionu Śląsko-Dąbrowskiego im. Grzegorza Kolosy). Es ist die größte Nichtregierungsorganisation der Region, die jährlich Sommerferienlager für Kinder organisiert. Duda gehört dem Rat für Arbeitssicherheit (Rada Ochrony Pracy) im Sejm an und ist stellvertretender Vorsitzender der Kommission für Sozialdialog in seiner Woiwodschaft. 
Duda wohnt in Gliwice. Mit seiner Frau Grażyna Duda hat er zwei Kinder.

## Auszeichnungen
- Medaille für den Friedensdienst vom UN-Generalsekretär
- Goldmedaille des Verteidigungsministeriums für die Verdienste zur Landesverteidigung
- Halina-Krahelska-Preis vom Obersten Arbeitsinspektor für Errungenschaften bei Arbeitsschutz und Arbeitshygiene
- Jan-Kiliński-Goldmedaille für seine Verdienste für das Polnische Handwerk
- Goldmedaille für die Betreuung von Gedenkstätten (verliehen vom Rat zur Wahrung des Gedächtnisses an Kämpfe und Märtyrertum)